# Христо Петков (актьор)
Вижте пояснителната страница за други личности с името Христо Петков.
Христо Пламенов Петков е български актьор.

## Биография
Роден е в град Варна на 19 януари 1980 г. Завършва през 2002 г. НАТФИЗ „Кръстьо Сарафов“ със специалност актьорско майсторство за драматичен театър в класа на проф. Надежда Сейкова. Преди това учил в „International School of The Hague“, Нидерландия. От 2011 г. е актьор в Народен театър „Иван Вазов“. През 2010 г. е номиниран за награда „Икар“ за главна мъжка роля в „ОООО – Сънят на Гогол“ по произведения на Н. В. Гогол, постановка на Маргарита Младенова и Иван Добчев. През 2015 г. е номиниран за награда „Аскеер“ за водеща мъжка роля в „Разбиване“, постановка на Стайко Мурджев.
Озвучава Моджо Джоджо в римейка на анимационния сериал „Реактивните момичета“ за Про Филмс.

## Театър
- Оскар Хюбърд в „Лисичета“ от Лилиан Хелман, реж. Бина Харалампиева, Народен театър „Иван Вазов“, 2017
- Иуда в „Последното изкушение“ по Никос Казандзакис, реж. Веселка Кунчева, Народен театър „Иван Вазов“, 2017
- Презвитер Козма в „Процесът против богомилите“ от Ст. Цанев, реж. М. Младенова, Народен театър „Иван Вазов“, 2015
- „На ръба“, авторски спектакъл на Ал. Морфов, Народен театър „Иван Вазов“, 2015
- Джамал бей в „Солунските съзаклятници“ от Г. Данаилов, реж. Стоян Радев, Народен театър „Иван Вазов“, 2015
- „Разбиване“ от Нийл Лабют, реж. Стайко Мурджев, Театър 199 „Валентин Стойчев“, 2014
- „Любов“ от Елин Рахнев, реж. Лиза Шопова, Народен театър „Иван Вазов“, 2014
- „Между празниците“ от Стефан Иванов, реж. Маргарита Младенова, Театрална работилница „Сфумато“, 2013
- Комисарят в „Злият принц“ от Георги Тенев, реж. Георги Тенев, Народен театър „Иван Вазов“, 2013
- Лаерт в „Хамлет“ от У. Шекспир, реж. Явор Гърдев, Народен театър „Иван Вазов“, 2012
- Багаев в „Нощна пеперуда“ от Пьотр Гладилин, реж. Явор Гърдев, Народен театър „Иван Вазов“, 2012
- Поликсен в „Зимна приказка“ от У. Шекспир, реж. Маргарита Младенова, Театрална работилница „Сфумато“, Програма Шекспир, 2011
- Рейн в „Завръщане във Витенберг“, реж. Иван Добчев, Театрална работилница „Сфумато“, 2011
- Принц в „Приказка“, реж. Ст. Петров и А. Георгиева, Театрална работилница „Сфумато“, 2010
- Бенковски в „Да отвориш рана“ от Б. Радев, реж. Иван Добчев, Театър „Българска армия“, 2010
- Фон Корен в „Лятна история“ по „Дуел“ от А. П. Чехов, реж. Ст. Петров и А. Георгиева, Театрална работилница „Сфумато“, 2010
- Кочкарьов/Попришчин в „ОООО – Сънят на Гогол“ по произведения на Н. В. Гогол, реж. Маргарита Младенова и Иван Добчев, Театрална работилница „Сфумато“, 2009
- Свидригайлов в „Свидригайлов“ по „Престъпление и наказание“ от Ф. М. Достоевски, реж. А. Васева, Театрална работилница „Сфумато“, 2008
- Иуда в „Лазар и Иисус“ по Емилиян Станев, реж. Иван Добчев, Театрална работилница „Сфумато“, 2008
- Жан в „Жули, Жан и Кристин“ от А. Стриндберг, реж. Маргарита Младенова, Театрална работилница „Сфумато“, Програма Стриндберг, 2007
- Непознатият в „Стриндберг в Дамаск“ по „Пътят към Дамаск“, реж. Иван Добчев, Театрална работилница „Сфумато“, Програма Стриндберг, 2007
- Владимир Чертков в „Станция Астапово“ от Л. Н. Толстой, реж. Иван Добчев, Театрална работилница „Сфумато“, Програма Изход, 2006
- Сергей Ефрон в „Станция Елабуга“ по М. Цветаева, реж. Маргарита Младенова, Театрална работилница „Сфумато“, Програма Изход, 2006
- Утешителни в „Картоиграчи“ от Н. В. Гогол, реж. Б. Петканин, Сатиричен театър „Алеко Константинов“, 2006
- „Плебеи по рождение“ по Хр. Смирненски, реж. Маргарита Младенова, Сатиричен театър „Алеко Константинов“, 2005
- Иван Карамазов в „Долината на смъртната сянка“ по „Братя Карамазови“ от Ф. М. Достоевски, реж. Маргарита Младенова и Иван Добчев, Театрална работилница „Сфумато“, Програма Достоевски, 2004
- Камило в „Зимна приказка“ от У. Шекспир, реж. Мариус Куркински, Народен театър „Иван Вазов“, 2003
- Луи Лен в „Oксижен“ по Ф. Песоа, Т. С. Елиът, реж. К. Н. Ашер, Народен театър „Иван Вазов“, 2002
- Андре във „Войцек“ от Г. Бюхнер, реж. Б. Славов, Драматичен театър – Сливен, 2001

## Филмография
- Игра на доверие (2023) – Криминален психолог
- С река на сърцето (2022) – Лазар Куманов
- В сърцето на машината (2022) – Иглата
- Отдел „Издирване“ (сериал) (2021) - Валери Русев
- Дяволското гърло (2019) – Асен Чанов
- Възвишение (2017) – Тодор Шумненеца
- The Hitman's Bodyguard (2017) – войник на Зидан
- Бойка: Фаворитът (2016) – бодигард;
- Пеещите обувки (2016) – Директор на изправителното училище;
- „Barbarians Rising“, реж. Мо Суини, BBC/History Channel, 2015
- „Разруха“, реж. П. Попзлатев, 2015
- „Прелюбодеяние“, реж. Явор Веселинов, 2014
- „Четвърта власт“ (ТВ), сезон 1, реж. Стоян Радев/Димитър Коцев, 2013
- „Под прикритие“ (ТВ), сезони 1 и 5, реж. Виктор Божинов, 2011 - 2016  - Рони (Тафо)
- „Лора от сутрин до вечер“, реж. Димитър Коцев, 2011
- „Ловен парк“, реж. Любомир Младенов, 2009
- „The Way Back“, реж. Питър Уиър, 2009
- „Дзифт“, реж. Явор Гърдев, 2008
- Atletu, реж. Дейви Франкел, 2007
- “Вътрешен глас“ (ТВ), реж. Милена Андонова, 2007
- „Военен кореспондент“ (ТВ), реж. Константин Бонев, 2007
- „Kартинг“, реж. Любомир Младенов, 2006
- “Bats: Human Harvest“, реж. Джейми Диксън, 2006
- „34“, реж. Любомир Младенов, 2006
- „Откраднати очи“, реж. Р. Спасов, 2004
- „Пътуване към Йерусалим“, реж. Иван Ничев, 2004
- „Грешката“, реж. Петко Спасов, 2004
- „Въпрос или желание“, реж. Любомир Младенов, 2002 - Сашо

## Дублаж
- „Реактивните момичета“ – Моджо Джоджо, 2016